# Anaplectoides pressus
Anaplectoides pressus là một loài bướm đêm trong họ Noctuidae.